# Ярослав Ханя
Ярослав Ханя (чеськ. Jaroslav Cháňa, 19 грудня 1899, Прага — 26 вересня 2000) — чехословацький футболіст, що грав на позиції воротаря.
Виступав, зокрема, за клуб «Славія», а також національну збірну Чехословаччини.

## Клубна кар'єра
У складі клубу «Славія» розпочав виступи у 18-річному віці. Гравцем основи команди вважався з другої половини 1921 року і до 1923 року. З появою у команді воротарів Франтішека Планічки і Йозефа Штапліка втратив місце у складі. Загалом зіграв за «Славію» близько 200 матчів. З командою здобував перемогу в Середньочеському кубку в 1922 році. У чемпіонаті клуб у роки виступів Хані регулярно посідав другу позицію, поступаючись «Спарті». У травні 1922 року Ярослав був учасником знаменитої перемоги над шотландським «Селтіком», коли празький клуб здобув вольову звитягу з рахунком 3:2, забивши два голи в останні 10 хвилин гри.
Закінчив факультет машинобудування. Пізніше відкрив майстерню з ремонту автомобілів. Після чехословацького перевороту 1948 року він працював у державній страховій компанії як ліквідатор. У 1998 році отримав премію Вацлава Їри, що присуджується особам, які зробили великий внесок у розвиток чеського футболу. 
Помер 26 вересня 2000 року на 101-му році життя.

## Виступи за збірну
28 жовтня 1921 року дебютував в офіційних матчах у складі національної збірної Чехословаччини у грі зі збірною Югославії (6:1). У листопаді вдруге зіграв за збірну проти Швеції (2:2).
У 1922 році грав за збірну Праги у поєдинку проти збірної Відня, що завершився перемогою чехословацької команди з рахунком 6:4.
| Дата       | Місто | Господарі      | Результат | Гості     | Турнір           | Голи | Примітки |
| ---------- | ----- | -------------- | --------- | --------- | ---------------- | ---- | -------- |
| 28-10-1921 | Прага | Чехословаччина | 6 – 1     | Югославія | товариський матч | -1   |          |
| 13-11-1921 | Прага | Чехословаччина | 2 – 2     | Швеція    | товариський матч | -2   |          |
| Усього     |       | Матчів         | 2         |           | Голів            | -3   |          |